# Възрастова дискриминация
Възрастовата дискриминация е дискриминация, основана на разлика във възрастта. Други термини, които се използват са ейджизъм или ажизъм.
Дефинира се като комплекс от предразсъдъци и негативни нагласи по отношение на възрастните, както липса на информация в обществото по отношение на стареенето въобще. Възрастовата дискриминация може да засегне и млади хора.
Сред стереотипите, характерни за възрастовата дискриминация спрямо старите хора, са че повечето хора над 65 години са сенилни, живеят по болници и старчески домове, а възрастните работници не са така компетентни и адаптивни като младите.
По-високата средна продължителност на живота и по-ниската раждаемост в днешните общества създават предпоставка възрастните хора да заемат по-голям дял от населението, а оттам и да добиват по-голямо политическо влияние и да се прилага позитивна дискриминация към тях. Такава тенденция днес се отчита и в маркетинга, където пазарният сегмент на възрастните хора придобива все по-голямо значение: в много по-голяма степен се изследват и задоволяват пазарните потребности именно на тази група потребители.